# Ringsvansmangust
Ringsvansmangust (Galidia elegans) är ett rovdjur i familjen Eupleridae, som placeras som ensam art i  Galidia och som förekommer på Madagaskar.

## Utseende
Djuret har en smal och långsträckt kropp, korta extremiteter och huvudet sluter i en spetsig nos. Ringsvansmangustens grundfärg är kastanjebrun, huvudet är ljusbrun och extremiteterna är svarta. Djuret fick sitt namn efter den yviga svansen som har rödbrun-svarta ringar och som är nästan lika lång som övriga kroppen. De korta avrundade öronen har en vit spets. Mellan de korta tårna finns simhud. Djuret når en kroppslängd vid 38 centimeter, en svanslängd av cirka 31 centimeter och en vikt av 700 till 900 gram.

## Utbredning
Ringsvansmangust förekommer i norra, östra och centrala Madagaskar, från låglandet och upp till 1 950 meters höjd.

## Ekologi
Ringsvansmangust lever i blöta skogar från låglandet upp till fuktiga bergsskogar Den har god sim. och klätterförmåga men vistas huvudsakligen på marken. Den är främst gadaktiv och vilar på natten i självgrävda bon eller håligheter i träd. Ringsvansmangusten lever ensam eller i par. Den kommunicerar med olika läten, till exempel ett som påminner om katternas jamande.
Födan består av små däggdjur, fåglar och deras ägg, kräldjur, groddjur, fiskar, ryggradslösa djur och frukter. I närheten av människan fångar den även höns.
Parningstiden äger rum mellan april och november. Efter dräktigheten, som varar i 80 till 90 dagar föder honan mellan juli och februari en unge. Den blir fullvuxen efter ungefär ett år och blir könsmogen efter två år. En individ i fångenskap blev 24 år gammal, livslängden i naturen är däremot okänd.

## Status och hot
Hotet mot ringsvansmangusten består av habitatförstöring och införda djur som hundar, katter och liten indisk sibetkatt. IUCN har kategoriserat arten som sårbar (VU) men den bedöms numera vara livskraftig (LC).